# کافی میت (فیلم)
کافی میت (کره‌ای: 커피메이트؛ انگلیسی: Coffee Mate) یک فیلم مستقل سال ۲۰۱۶ به نویسندگی و کارگردانی یی هیون ها و با بازی یون جین سو و اوه جی هو است.

## بازیگران
- یون جین سو در نقش این یونگ
- اوه جی هو در نقش هی سو
- کیم مین سو در نقش یون جو
- لی سون هو در نقش وون یونگ
- کیم جین یوپ در نقش جوانی هی سو
- ها شی یون در نقش جوانی این یونگ
- کیم جی سونگ در نقش جوانی یون جه
- نام دونگ ها در نقش پدر یون جو
- یو پیل ران در نقش مادر یون جو

## انتشار
این فیلم نخستین بار در ۷ اکتبر ۲۰۱۶ در بیست و یکمین جشنواره بین‌المللی فیلم بوسان به نمایش درآمد و در ۱ مارس ۲۰۱۷ به صورت عمومی در کره جنوبی اکران شد.